# لوری لایت‌فوت
لوری لایت‌فوت (انگلیسی: Lori Lightfoot؛ زادهٔ ۴ اوت ۱۹۶۲) سیاست‌مدار اهل ایالات متحده آمریکا است که از سال ۲۰۱۹ به عنوان ۵۶مین شهردار شیکاگو خدمت می‌کند. وی از حزب دموکرات (ایالات متحده آمریکا) است. قبل از شهردار شدن، وی دبیر اداره پلیس شیکاگو بود